# رمز زمني محروق

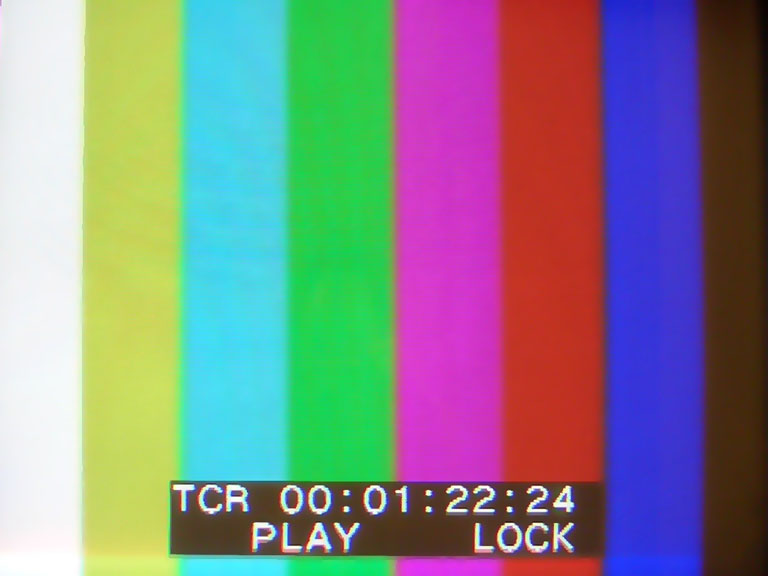
أشرطة ملونة مع رمز زمني محروق

الرمز الزمني المحروق (وغالبًا ما يختصر BITC قياسا على VITC) هو رمز قابل للقراءة على الشاشة إذ يعتبر نسخة من معلومات الشريط الزمني لجزء من المواد المتراكبة على صورة فيديو، ويستخدم الرمز الزمني المحترق أحيانًا مقترناً مع الرمز الزمني «الأساسي» الذي يمكن قراءته آليًا، ولكن غالبًا ما يستخدم في نسخ من المواد الأصلية بصيغة أشرطة الفيديو المنزلية نحو VHS ، بحيث يمكن تتبع نسخ VHS إلى شريطها الرئيسي ويسهل تحديد موقع رموز الوقت الأساسية.

## نبذة
يمكن للعديد من مسجلات أشرطة الفيديو المحترفة «ختم» تراكب الشريط الزمني على أحد مخرجاتها، ويعرف هذا الإخراج (الذي عادة ما يعرض أيضًا قائمة الإعداد أو العرض على الشاشة) باسم Super out أو جهاز العرض ، ويتم تشغيل هذا الأمر أو إيقافه من خلال زر الأحرف أو خيارات القائمة، وتستخدم وظيفة الأحرف أيضًا لعرض رمز الوقت على شاشات المعاينة في مجموعات التحرير الخطية.
يشار إلى أشرطة الفيديو التي يسجل بها أرقام الكود الزمني المتراكبة على الفيديو بلقب نوافذ التدقيق، والتي سميت باسم «النافذة» التي تعرض الرمز الزمني المحترق على الشاشة.
عند إجراء التحرير باستخدام الأشرطة المغناطيسية التي تعرضت للتلف بسبب التآكل المفرط، كان من الشائع استخدام نوافذ التدقيق كنسخة عمل لمعظم عملية التحرير، حيث سيتم اتخاذ قرارات التحرير باستخدام نوافذ التدقيق، ولم تكن هناك حاجة إلى معدات متخصصة لتدوين قائمة قرارات التحرير والتي سيتم استنساخها بعد ذلك من النسخة الرئيسية عالية الجودة. يمكن أيضًا وضع الكود الزمني على الفيديو باستخدام جهاز تراكب مخصص، يُطلق عليه غالبًا «أداة إدراج النوافذ» يقوم هذا الجهاز بإدخال إشارة فيديو وإشارة صوتية منفصلة لرمز الوقت الخاص بها، وكذلك قراءة الرمز الزمني، وتركيب الكود الزمني للعرض على الفيديو، وإخراج العرض المدمج (عادةً عن طريق مركب)، وكل هذا بشكل فوري. وغالبًا ما تحوي أجهزة منشئ أو قارء الرموز الزمنية المستقلة وظيفة إطار التحرير المدمجة.
يمكن لبعض الكاميرات الاستهلاكية ولا سيما كاميرات DV ، «ختم» تراكب شريط الرمز الزمني على الإخراج المركب، وعادة ما يكون هذا المخرج شبه شفاف وقد يتضمن معلومات أخرى عن الشريط، ويتم تنشيطه عادةً عن طريق تشغيل معلومات «العرض» في إحدى القوائم الفرعية للكاميرا، في حين أنه ليس «احترافيًا» مثل التراكب الذي تم إنشاؤه بواسطة مسجلات فيديو احترافية، إلا أنه بديل زهيد وبنفس الدقة.

## التخزين
يتم تخزين الرمز الزمني في مناطق البيانات الوصفية لملفات DV AVI الملتقطة، وبعض البرامج قادرة على «ختم» هذا التراكب في إطارات الفيديو، وعلى سبيل المثال، DVMP Pro  قادر على «ختم» رمز الوقت أو العناصر الأخرى لبيانات تعريف DV (مثل التاريخ والوقت، وفتحة العدسة، وسرعة الغالق، وتعوض الإضاءة، ووضع توازن اللون الأبيض، إلخ) في ملفات DV AVI.
يمكن استخدام تقنيات التعرف الضوئي على الحروف لقراءة الرمز الزمني المحروق في الحالات التي لا تتوفر فيها أشكال أخرى من رمز الوقت.